# باولو إياغو
باولو ياغو ألفاريز مورون (مواليد 10 أبريل 2007)، هو لاعب كرة قدم إسباني محترف، يلعب حالياً في مركز الوسط مع نادي سبورتينغ لشبونة.

## المسيرة مع الأندية

### البدايات
وُلد باولو ياغو في مدريد، وبدأ اهتمامه بكرة القدم منذ أن كان في الثانية من عمره، بدعم من والده خوسيه "بيبي" ألفاريز مورياش، وهو لاعب هاوٍ سابق ينحدر من أ فونسغرادا، مقاطعة لوغو.
التحق بنادي باركي سورستي وهو في الرابعة من عمره، لكنه تعرض لكسر في الساق والظنبوب خلال حادث تزلج بعد أول حصة تدريبية له. وبعد غياب دام عامًا كاملاً، عاد كهداف لفئته العمرية وهو في الخامسة من عمره.
جذب أداؤه اهتمام أندية أتلتيكو مدريد، ورايو فاييكانو، وريال مدريد، وهو أمر نادر للاعب صغير في مثل عمره.
لعب فترات قصيرة مع ناديي أدبي ريفاس وإستريا دي مدريد، قبل أن ينضم إلى أكاديمية ريال مدريد في عام 2014.
تقدم باولو بثبات في صفوف لا فابريكا، وسجل أكثر من 150 هدفًا خلال أول خمس سنوات له مع النادي.
وقع باولو عقده الأول مع النادي الملكي في عام 2022 بعد ارتباطه بوكيل اللاعبين الشهير خورخي مينديز.
خلال سوق الانتقالات الصيفية لموسم 2024–25، غادر باولو ياغو أكاديمية ريال مدريد وانضم إلى سبورتينغ لشبونة.

## المسيرة الدولية
مثّل باولو ياغو منتخب إسبانيا تحت 15 سنة، واستُدعي في أغسطس 2022 للانضمام إلى منتخب إسبانيا تحت 16 سنة، للمشاركة في مباراتين أُقيمتا في رومانيا.

## أسلوب اللعب
يُعرف باولو ياغو بقدراته التهديفية العالية رغم موقعه في خط الوسط، ويتميز بمهاراته الفنية ومراوغاته اللافتة، ما جعله يُقارن ببعض الفائزين بجائزة الكرة الذهبية مثل ليونيل ميسي ولوكا مودريتش.